# Chiesa di San Lorenzo (San Lorenzo Dorsino)
La chiesa di San Lorenzo è la parrocchiale patronale a San Lorenzo in Banale, frazione di San Lorenzo Dorsino in Trentino. Fa parte dell'ex-decanato del Lomaso dell'arcidiocesi di Trento e risale al XX secolo.

## Storia

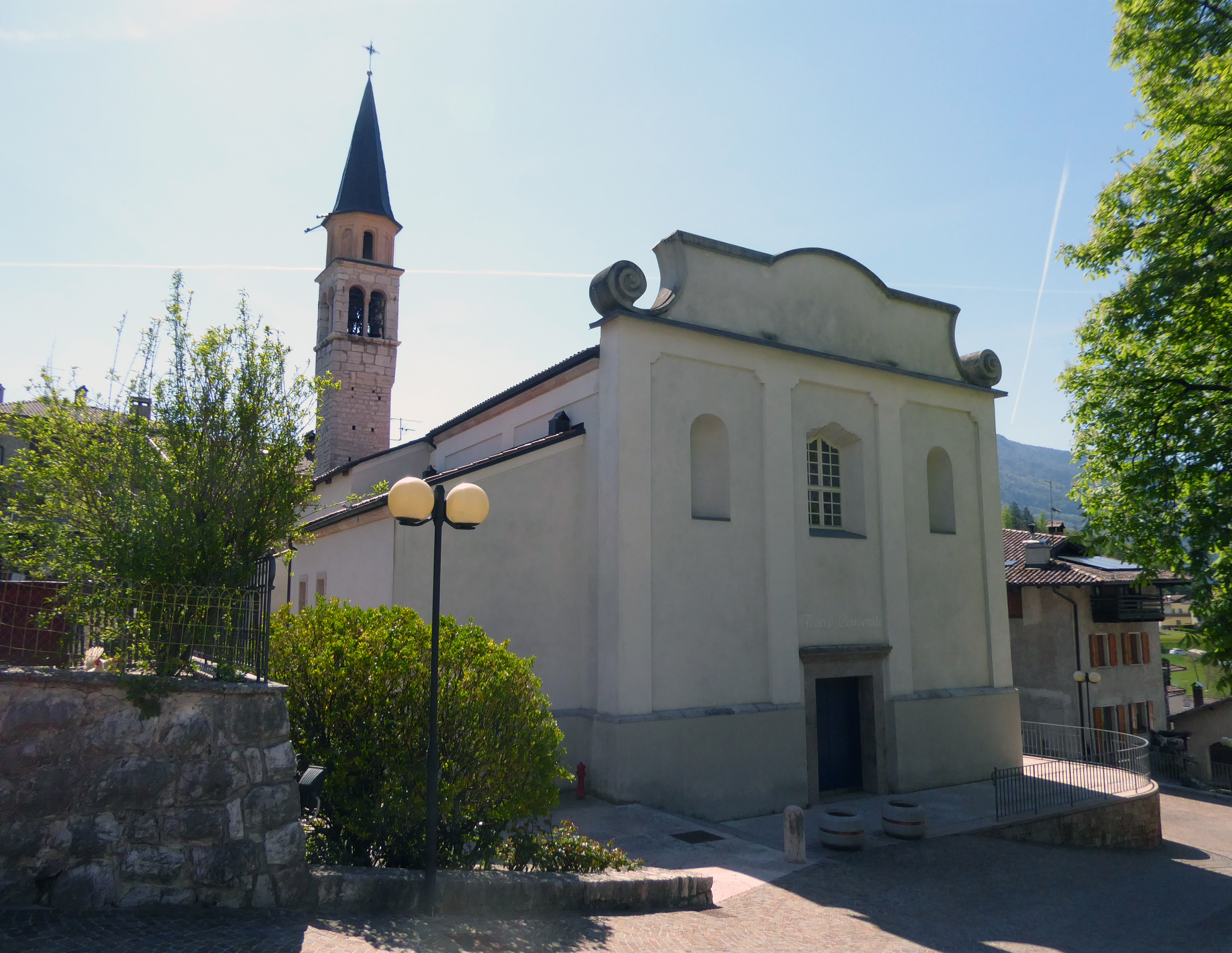
Antica chiesa di San Lorenzo trasformata in teatro comunale con la sua torre campanaria ancora in uso.

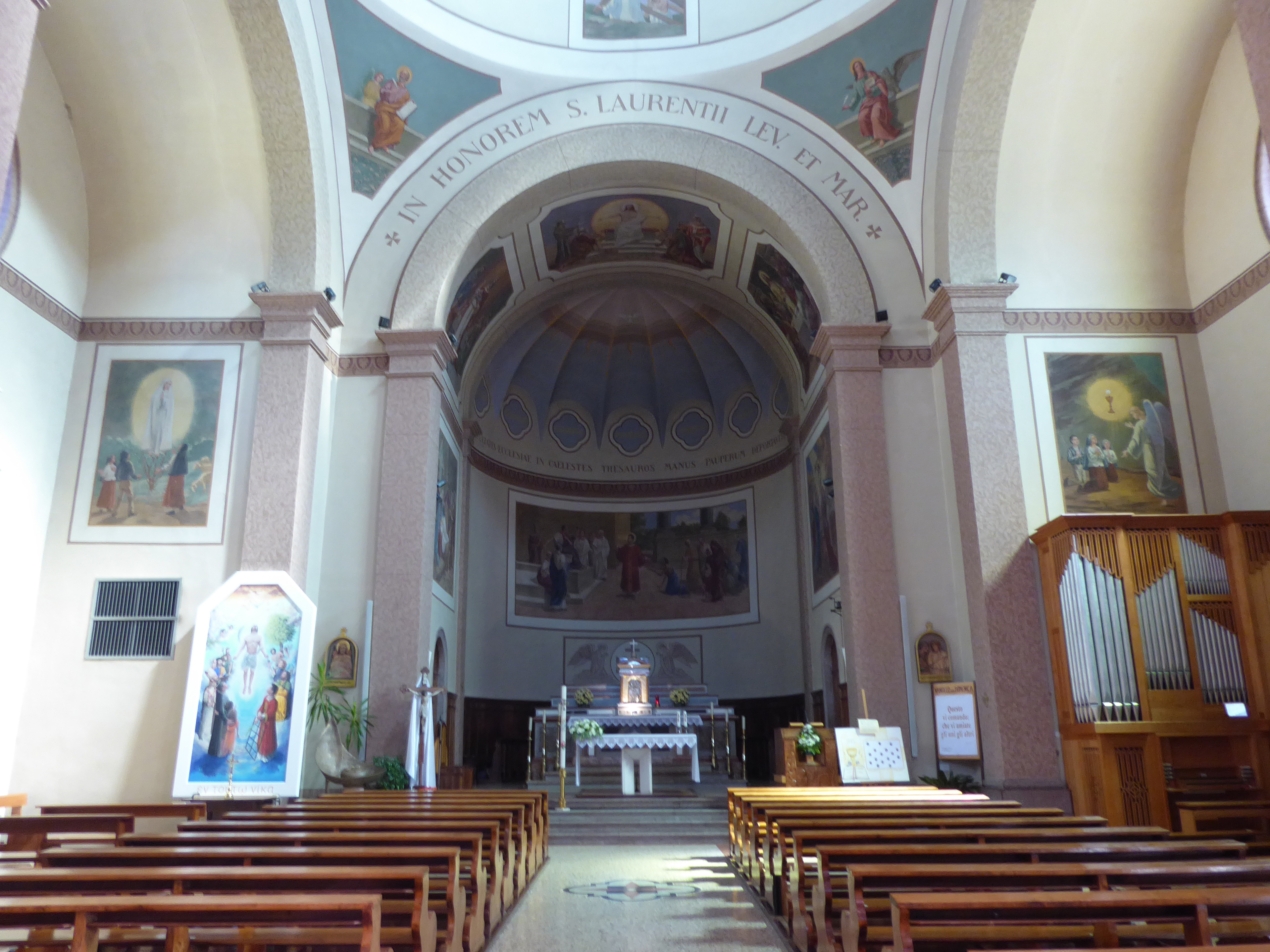
Interno della navata.

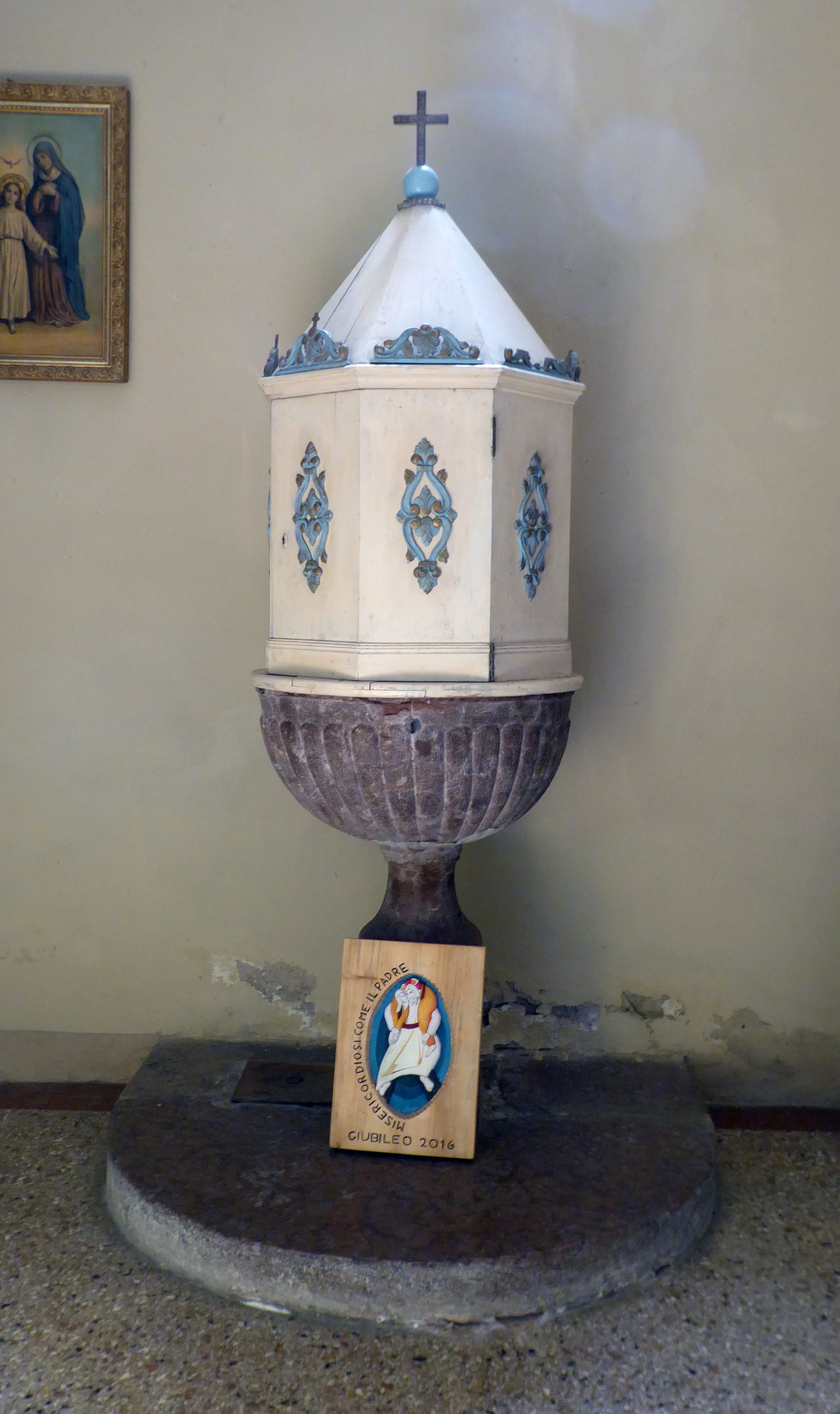
Fonte battesimale.

La visita pastorale del 1580 registrò la presenza della chiesa curaziale a San Lorenzo in Banale sin da quel periodo. Fu solo dalla prima metà del XIX secolo che si iniziò ad ampliare il primitivo luogo di culto per poter accogliere il numero di fedeli che era aumentato.
Verso la fine del secolo, su progetto di Antonio Rosa di Condino, venne realizzato l'ultimo intervento di questo tipo. Dopo di questo fu affidato nel 1896 ad Emilio Paor il progetto per un nuovo edificio, più ampio e rispondente alle necessità della comunità. La progettazione approvata in seguito fu quella di Mario Sandonà, e il cantiere venne aperto per l'esecuzione dei lavori. La benedizione della prima pietra fu celebrata il 31 maggio 1908 e la nuova chiesa venne edificata vicina alla precedente. Nel 1910, quando venne ultimata, l'edificio storico, ormai di proprietà comunale, fu utilizzato come sala teatrale, il teatro comunale di San Lorenzo in Banale.
La solenne benedizione che aprì al culto la chiesa fu celebrata il 25 settembre 1910 mentre la sua consacrazione a San Lorenzo avvenne alla presenza del vescovo di Trento Celestino Endrici il 16 luglio 1927. Nello stesso periodo venne sostituita la copertura del tetto e alcuni anni dopo, nel 1934, venne elevata a dignità di chiesa parrocchiale.
Quando era ancora in corso il secondo conflitto mondiale il pittore Metodio Ottolini ne decorò gli interni. Tra gli anni cinquanta e sessanta vennero realizzati alcuni interventi di restauro conservativo e verso la fine del XX secolo fu nuovamente rifatta la copertura di parte della chiesa, vennero messi a norma gli impianti e aggiornati gli arredi. L'ultimo ciclo di interventi si è concluso nel 2010.

## Descrizione

### Esterno
La chiesa con dedicazione a San Lorenzo si trova in località Prato, che era frazione di San Lorenzo in Banale quando questo era comune.
L'orientamento è verso nord-est. La facciata tripartita con parti laterali a salienti ospita il portale di accesso di struttura monumentale architravato e con lunetta affrescata. Sopra si apre il grande rosone che porta luce alla sala e, a rendere particolare il prospetto, cinque nicchie proco profonde con affreschi di Angelo Orlandi. Nella centrale l'immagine di San Lorenzo, il titolare. La torre campanaria utilizzata dalla comunità è ancora quella della chiesa curaziale originale sconsacrata che si trova a breve distanza.

### Interno
La navata interna è unica, divisa in due campate ed ampliata dalle aperture del transetto.  Nella sala, sul lato destro dell'arco santo, è presente l'organo della ditta Zeni.
La parte del presbiterio è leggermente elevata. Le volte, la cupola e il catino absidale sono arricchiti dalle decorazioni realizzate da Metodio Ottolini.